# Ключики (Восточно-Казахстанская область)
Ключики (каз. Ключики) — упразднённое село в Бородулихинском районе Восточно-Казахстанской области Казахстана. Ликвидировано в 2018 г. Входило в состав Новошульбинского сельского округа. Находится примерно в 39 км к юго-востоку от районного центра, села Бородулиха. Код КАТО — 633873200.

## Население
В 1999 году население села составляло 173 человека (90 мужчин и 83 женщины). По данным переписи 2009 года, в селе проживало 70 человек (40 мужчин и 30 женщин).